# Bud Winter
Lloyd C. „Bud“ Winter (* 8. Juni 1909 in San Francisco, Kalifornien; † 6. Dezember 1985 in Houston, Texas) war ein amerikanischer Leichtathletiktrainer, der u. a. 27 Olympiateilnehmer (drei Olympiasieger) und 37 Weltrekorde vor allem als Trainer der San Jose State College (Speed City) hervorbrachte.

## Leben
Nach der High School in San Francisco bekam Bud Winter ein Stipendium an der University of California, Berkeley, wo er sich in Football und Baseball auszeichnete. Nach seinem B.A. in Psychologie (1939) setzte er sein Studium am San Jose State College fort, wo er Trainer-Assistent der Football- und der Leichtathletikmannschaft wurde und sich in Sportpsychologie, vor allem auf Entspannungstechniken, spezialisierte, zudem war er der Leichtathletiktrainer des nahen Salinas Junior College, wo er mit Harold Davis seinen ersten Weltrekordler im Sprint herausbrachte. 1942 meldete er sich freiwillig zur Marine und vermittelte am Naval War College den Kampfpiloten, wie sie sich unter Beschuss konzentriert und richtig verhalten. Zudem entwickelte er eine Schwimmweste, die sich bei Kontakt mit Wasser automatisch aufblies. 1944 kam er nun als hauptberuflicher Trainer zurück nach San José und blieb dort Leichtathletiktrainer bis 1974.
Besonders bekannt sind seine Sprinter Lee Evans, Tommie Smith, Ronnie Ray Smith und John Carlos, die alle Weltrekorde liefen, aber auch Christos Papanikolaou, Weltrekordler im Stabhochsprung, lernten bei ihm. Er legte großen Wert auf hohe Knie beim Sprint, wodurch die Schritte bei gleichem Zeitaufwand größer werden. Zudem vermittelte er ihnen, dass Entspannung der Schlüssel zum Erfolg ist. Und zwar nicht nur, um stressfrei eine optimale Leistung abzurufen, sondern auch, um durch verringerte Aktion der Muskelantagonisten die Schrittgröße bei geringerem Energieaufwand zu vergrößern.
In seinen Trainingsgruppen herrschte Rassengleichheit, sodass sich hier eine schwarze Sprintkultur entwickeln konnte, die 1968 bei den Olympischen Sommerspielen sichtbare Zeichen setzte. Winter trainierte u. a. auch Glen Mills, den Trainer von Usain Bolt.
Er starb an einem Herzinfarkt am Vorabend seiner Aufnahme in die National Track and Field Hall of Fame, als er mit seinem früheren Assistenten Bert Bonanno Racquetball spielte.

## Auszeichnungen
- 1960: Trainer der US-amerikanischen Olympiamannschaft
- 1985: National Track and Field Hall of Fame
- 2010: Aufnahme in die African-American Ethnic Sports Hall of Fame

## Bücher
- So you want to be a sprinter. Fearon Publishers, San Francisco 1956.
- So you want to be a high jumper. Fearon Publishers, Palo Alto 1958.
- The jet sprint relay pass. Fearon Publishers, Palo Alto 1964.
- The rocket sprint start. Fearon Publishers, Palo Alto 1964.
- Relax & win. Championship performance in whatever you do. A.S. Barnes & Company, San Diego 1981, ISBN 0-498-02541-1.